# Glossocalyx longicuspis
Glossocalyx longicuspis är en tvåhjärtbladig växtart som beskrevs av George Bentham. Glossocalyx longicuspis ingår i släktet Glossocalyx och familjen Siparunaceae. Inga underarter finns listade i Catalogue of Life.